# Strade provinciali della provincia di Belluno
Tutte le strade provinciali sono gestite da Veneto Strade. Le strade con sfondo bianco sono strade provinciali subito classificate come tali mentre inazzurro le strade statali declassate a provinciali.
| Numero          | Denominazione                               | Comuni e paesi attraversati | Lunghezza(km) | Mappa |
| --------------- | ------------------------------------------- | --- | ------------- | ----- |
|                 | della Sinistra Piave                        | Innesto con la S.S. n. 51 a Ponte nelle Alpi - Levego - Belluno - Visome - Limana - Trichiana - Mel - Villa di Villa - Lentiai - Villapiana - Innesto con la S.S. n. 50 a Busche                          | 30,000        |       |
|                 | Variante di Bardies-Lentiai                 | Innesto con la S.P. 1 a Campo San Pietro (Borgo Valbelluna) - Innesto con la S.P. 1 a Lentiai | 2,800         |       |
|                 | Madonna del Piave                           | Innesto con la S.P. n. 1 a Villapiana - Molinello - Marziai - Scalon - Vas - Innesto con la S.R. n. 348 a Quero                                                                                           | 16,400        |       |
|                 | Valle del Mis                               | Innesto con la S.S. n. 50 a Santa Giustina - Meano - Piz - Mis - Lago del Mis - Forcella Franche | 28,600        |       |
|                 | Valle Imperina                              | Innesto con la S.R. n. 203 a Ponte Alto - Rivamonte Agordino - Innesto con la S.P. n. 347 a Gosaldo | 14,600        |       |
|                 | Val Cantuna                                 | Innesto con la S.S. n. 51 a Cadola - Paiane - Casan - Arsiè - Pieve d'Alpago - Garna - Innesto con la S.P. n. 422 a Puos d'Alpago                                                                         | 12,300        |       |
|                 | di Lamosano                                 | Innesto dalla S.P. n. 422 a Cornei - Lamosano | 3,600         |       |
|                 | di Danta                                    | Innesto dalla S.S. n. 52 a Campitello - Danta - Innesto nella S.P. n. 532 | 9,800         |       |
|                 | di Zoppè                                    | Innesto con la S.P. n. 251 a Forno di Zoldo - Zoppè di Cadore | 8,900         |       |
|                 | San Tomaso                                  | Innesto con la S.R. n. 203 a Cencenighe Agordino - San Tomaso Agordino - Innesto con la S.R. n. 203 ad Avoscan                                                                                            | 7,600         |       |
|                 | di Vigo di Cadore                           | Innesto dalla S.S. n. 52 a Pelos di Cadore - Vigo di Cadore - Innesto con la S.P. n. 619 a Laggio di Cadore                                                                                               | 3,500         |       |
|                 | di Alano                                    | Innesto con la S.P. n. 21 a Fener - Alano di Piave - Innesto con la S.P. n. 141 in provincia di Treviso                                                                                                   | 9,500         |       |
|                 | di Soverzene                                | Innesto con la S.S. n. 51 a Cima i Prà - Centrale idroelettrica di Soverzene - Soverzene | 2,500         |       |
|                 | Pedemontana                                 | Innesto dalla S.R. n. 203 a Mas - Ponte Mas - Belvedere - Sospirolo - Paderno - San Gregorio nelle Alpi - Cesiomaggiore - Villabruna - Pedavena - Arten - Fonzaso - Innesto con la S.S. n. 50 a Pedesalto | 40,000        |       |
|                 | Val Veses                                   | Innesto con la S.S. n. 50 a Santa Giustina - Sartena - Innesto con la S.P. n. 12 a S. Gregorio |               |       |
|                 | di Vallada                                  | innesto con la S.P. n. 346 a Celat - Vallada Agordina - Innesto con la S.P. n. 346 a Canale d'Agordo |               |       |
|                 | di Seren                                    | Innesto con la S.S. n. 50 ad Arten - Caupo - Seren del Grappa |               |       |
|                 | di San Pietro                               | Innesto con la S.R. n. 355 a Mare - Innesto con la S.R. n. 355 a Presenaio |               |       |
|                 | di San Nicolò                               | Innesto con la S.R. n. 355 a Ponte Mina - San Nicolò di Comelico |               |       |
|                 | di Lamon                                    | Innesto con la S.S. n. 50 a Ponte Serra - Lamon - Innesto con la S.S. n. 50 a Ponte Oltra |               |       |
|                 | Val Fiorentina                              | Innesto con la SR. n. 203 a Caprile - innesto con la S.P. n. 638 a Selva di Cadore |               |       |
|                 | di Quero                                    | Innesto con la S.R. n. 348 a Santa Maria - Quero - Innesto con la S.R. n. 348 a Fener |               |       |
|                 | Val Sesis                                   | Innesto con la S.R. n. 355 a Cima Sappada - Sorgenti del Piave Ceduta alla Regione Friuli Venezia Giulia in seguito alla modifica del confine regionale nel 2017.                                         |               |       |
|                 | del passo di Valparola                      | Innesto con la S.R. n. 48 a Passo Falzarego - Confine con il Trentino-Alto Adige |               |       |
|                 | del passo Valles                            | Innesto con la S.P. n. 346 nei pressi di Falcade Alto - Passo Valles - Confine con il Trentino Alto Adige                                                                                                 | 7,000         |       |
|                 | Digoman                                     | innesto con la S.P. n. 3 a Rivamonte Agordino - Digoman - Innesto con la S.P. n. 347 a Voltago Agordino                                                                                                   |               |       |
|                 | di Rasai                                    | Innesto con la S.P. n. 16 a Seren del Grappa - Raisai - Innesto con la S.R. n. 348 a Feltre |               |       |
|                 | Coste d'Alpago                              | Innesto con la S.P. n. 423 a Farra d'Alpago - Valdenogher - Innesto con la S.P. n. 422 a Spert | 5,700         |       |
|                 | Col Falcon                                  | Innesto con la S.S. n. 50 a Ponte Serra - Faller - Innesto con la S.P. n. 473 a Servo |               |       |
|                 | Panoramica del Comelico                     | Innesto con la S.S. n. 52 a Lacuna - Costa - Costalta - Innesto nella S.P. n. 17 presso San Pietro di Cadore                                                                                              |               |       |
|                 | del Nevegal                                 | Innesto con la S.P. n. 1 a Belluno - Castion - Nevegal - Quantin - Cugnan - Piaia - Innesto con la S.S. n. 51 a Ponte nelle Alpi                                                                          | 24,000        |       |
|                 | del Sauris                                  | Innesto con la S.P. n. 619 a Casera Razzo - Innesto con la S.R. UD n. 73 in Provincia di Udine |               |       |
|                 | di Laste                                    | Innesto con la S.P. n. 563 a Digonera - Laste - Moè |               |       |
|                 | Pez                                         | Innesto con la S.S. n. 50 a Busche - Pez - Innesto con la S.P. n. 12 a Cesiomaggiore | 5,800         |       |
|                 | Villapaiera                                 | Innesto con la S.R. n. 348 a Anzù - Innesto con la S.S. n. 50 a Villapiana | 4,800         |       |
|                 | Col Perer                                   | Arsiè - Rivai - Col Perer |               |       |
|                 | Monte Avena                                 | Innesto con la S.P. n. 473 a Croce d'Aune - Innesto con la S.P. n. 29 nei pressi di Servo | 26,400        |       |
|                 | Val Senaiga                                 | Innesto con la S.P. n. 19 a Lamon - Arina - Piei - Innesto con la S.P. n. 212 in provincia di Trento |               |       |
|                 | di Tignes                                   | Innesto con la S.S. n. 51 a Ponte delle Shiette - Zona industriale Paludi - Tignes - Pieve d'Alpago | 4,500         |       |
|                 | della Cavallera                             | Innesto con la S.S. n. 51 a Macchietto - Perarolo di Cadore - Innesto con la S.S. n. 51 vicino al ponte Cadore                                                                                            | 7,400         |       |
| (ex SS 48 bis)  | di Misurina                                 | Innesto con la S.R. n. 48 presso il Lago di Misurina - Innesto con la S.S. n. 51 a Carbonin | 8,800         |       |
| (ex SS 141)     | Cadorna                                     | Innesto con la S.S. n. 47 presso Bassano del Grappa - Romano Alto - Ossario del Monte Grappa - Innesto con la S.S. n. 50 presso Arten                                                                     | 55,427        |       |
|                 | della Val Badia                             | Innesto con la S.S. n. 49 presso Brunico - Passo di Campolongo - Innesto con la S.R. n. 48 ad Arabba | 43,362        |       |
| cneter          | della Val di Zoldo e Val Cellina            | Innesto con la S.R. 251 (dal Friuli Venezia Giulia) a Casso - Longarone - Zoldo - Forcella Staulanza - Innesto con la S.R. n. 203 presso Rucavà                                                           | 56,860        |       |
|                 | del Passo di San Pellegrino                 | Innesto con la S.S. n. 48 a Moena - Passo San Pellegrino - Falcade - Innesto con la S.R. n. 203 a Cencenighe                                                                                              | 30,067        |       |
|                 | del Passo Cereda e del Passo Duran          | Innesto con la S.S. n. 50 a Fiera di Primiero - Passo Cereda - Passo Duran - Forcella Cibiana - Innesto con la S.S. n. 51 presso Venas                                                                    | 73,660        |       |
|                 | dell'Alpago e del Cansiglio                 | Innesto con la S.S. n. 51 presso La Secca - Cansiglio - Innesto con la S.S. n. 51 a Vittorio Veneto | 47,361        |       |
| (ex SS 422 dir) | del Lago di Santa Croce                     | Innesto con la S.P. n. 422 a Farra - Lago di Santa Croce - Innesto con la S.S. n. 51 a Sella di Fadalto                                                                                                   | 6,500         |       |
|                 | della Forcella Lavardet e Valle S. Canciano | Campolongo - Forcella Lavardet - Prato Carnico - Cercivento - Innesto con la S.S. n. 52 bis presso Sutrio                                                                                                 | 49,800        |       |
|                 | di Croce d'Aune                             | Innesto con la S.S. n. 50 a Ponte d'Oltra - Croce d'Aune - Pedavena - Innesto con la S.S. n. 50 a Feltre                                                                                                  | 22,930        |       |
|                 | del Passo di Sant'Antonio                   | Innesto con la S.S. n. 52 presso Dosoledo - Passo del Zovo - Passo di Sant'Antonio - Innesto con la S.R. n. 48 presso Auronzo di Cadore                                                                   | 13,400        |       |
|                 | di Salesei                                  | Innesto con la S.R. n. 203 a Caprile - Digonera - Innesto con la S.R. n. 48 a Salesei | 9,924         |       |
| già SS 619      | di Vigo di Cadore                           | Innesto con la S.P. n. 465 presso Forcella Lavardet - Casera Razzo - Vigo di Cadore - Innesto con la S.S. n. 52 presso loc. Tre Ponti                                                                     | 23,550        |       |
|                 | del Passo di San Boldo                      | Innesto con la S.S. n. 50 a Bribiano - Passo San Boldo - Innesto con la S.S. n. 13 a Conegliano | 40,590        |       |
|                 | del Passo di Giau                           | Innesto con la S.R. n. 48 a Pocol - Passo di Giau - Selva di Cadore | 21,535        |       |
|                 | del Passo Fedaia                            | Innesto con la S.R. n. 48 a Canazei - Passo Fedaia - Innesto con la S.S. n. 563 presso Rocca Pietore | 27,291        |       |